# Ерант
Ерант (Pedionomus torquatus) — вид сивкоподібних птахів монотипової родини ерантових (Pedionomidae).

## Поширення
Птах трапляється в евкаліптових саванах на південному сході Австралії. Вид спостерігається на півночі Вікторія, на північному сході Південної Австралії, на півдні Нового Південного Уельсу та на півдні Квінсленду. Загальна чисельність виду становить бл. 2000 птахів.

## Опис
Птах 15-19 см завдовжки, розмах крил — 28-36 см, вага 40-95 г. Самиці більші від самців. Тіло рудовато-коричневого забарвлення, спина світло-ряба, боки темно-рябі, на горлі чорні смужки, черевце білувате. Самиці виділяються наявністю світлої смуги на шиї та плямою цегляного кольору на грудях. Крила закруглені, еранти літають неохоче, але можуть мігрувати зграями.

## Спосіб життя
Веде потайний спосіб життя, ховається серед трави і в заростях, дуже рідко злітає, активний в сутінках. Розмножується в вересні — січні, відкладає 4 яйця. Інкубаційний період триває трохи менше місяця. Насиджує самець, самиця участі у турботі про потомство не бере.